# Mount Peleus
Mount Peleus är ett berg i Antarktis. Det ligger i Östantarktis. Nya Zeeland gör anspråk på området. Toppen på Mount Peleus är 1 900 meter över havet. Mount Peleus ingår i Olympus Range.
Terrängen runt Mount Peleus är huvudsakligen bergig. Trakten är obefolkad. Det finns inga samhällen i närheten.